# 표인봉
표인봉(1965년 4월 17일 ~ )은 대한민국의 개그맨 출신 목회자이다.

## 생애
1985년 연극배우로 데뷔를 하였으며, 1990년 뮤지컬 배우로 데뷔하였다. 1991년 SBS 서울방송 특채 개그맨에 스카우트되었는데 2년 후 1993년 SBS 서울방송 2기 공채 개그맨으로 정식 데뷔하였다.

## 학력
- 1978년 서울사근초등학교 (졸업)
- 1981년 한영중학교 (졸업)
- 1984년 서울한영고등학교 (졸업)
- 1989년 서울예술전문대학 연극과 전문학사 (졸업)
- 1996년 국민대학교 연극영화학과 (졸업)
- 1999년 중앙대학교 예술대학원 공연영상학과 예술학 (졸업)

## 수상 경력
- 2000년 SBS 연기대상 시트콤 신인상

## 경력
- 1993년 그룹 틴틴파이브 멤버
- 서울종합예술실용학교 연기예술학부 개그시트콤학과 교수

## 출연
- SBS 순풍산부인과 (간호사 표인봉 역)
- EBS 꾸러기 안전일기 (아역 배우 전성초와 함께 진행)
- MBC 테마게임
- SBS 웬만해선 그들을 막을 수 없다 (표인봉 역)
- SBS 좋은 아침 (진행자)
- KBS2 쇼 파워 비디오 (패널)
- SBS 솔로몬의 선택 (패널)
- SBS 똑바로 살아라
- SBS 글로벌 붕어빵
- KBS1 러브 인 아시아 (진행자)
- KBS2 좋은나라 운동본부 (진행자)
- KBS1 인간극장 《개그맨 표인봉의 두번째 무대》 (2023년 2월 13일 ~ 2월 17일)

## 가족 관계
- 아버지: 표성수 (1933년 ~ 생존)
- 어머니: 김종분 (출생불명 ~ 2016년 9월 18일)
- 배우자: 유정화 (1970년 ~ )
  - 딸: 표바하 (2000년 ~ )